# Bodysnatchers
«Bodysnatchers» — пісня англійського рок-гурту Radiohead з їхнього сьомого альбому In Rainbows. У травні 2008 року вона була випущена разом з піснею «House of Cards» як промо-сингл у Великій Британії, а також була поставлена на сучасні рок-радіостанції США лейблом ATO Records. Вона досягла восьмого місця в чарті Billboard Hot Modern Rock Tracks, що стало найвищою позицією Radiohead з часів «Creep» у 1993 році.

## Запис
Вокаліст Radiohead Том Йорк і гітарист Джонні Ґрінвуд дебютували з піснею «Bodysnatchers» у травні 2006 року під час виступу на концерті Big Ask у лондонському клубі KOKO. Для альбому In Rainbows Radiohead записали «Bodysnatchers» з продюсером Найджелом Ґодрічем у Тоттенхем-хаусі, напівзруйнованому заміському будинку в Мальборо, графство Вілтшир. За словами Йорка, «Bodysnatchers» — єдиний трек на альбомі, який був записаний як живий дубль, коли учасники гурту грали разом.

## Композиція
Йорк описав «Bodysnatchers» як поєднання німецького гурту Neu! і «хитромудрого хіппі-року», порівнюючи його з австралійським гуртом Wolfmother. За його словами, він був натхненний вікторіанськими історіями про привидів, романом 1972 року Степфордські дружини і відчуттям, що «твоя фізична свідомість опинилася в пастці, не маючи змоги повною мірою з'єднатися з чимось іншим».

## Реліз
«Bodysnatchers» вийшла на сьомому альбомі Radiohead, In Rainbows (2007). У травні 2008 року вона був випущений разом з піснею «House of Cards» як промо-сингл у Великій Британії. ATO Records та його сестринський лейбл Side One Recordings, американський лейбл Radiohead, надали «Bodysnatchers» американським радіостанціям як промо-сингл наприкінці 2007 року.
«Bodysnatchers» отримала значне поширення на сучасних рок-радіостанціях, і досягла восьмого місця в чарті Billboard Hot Modern Rock Tracks у лютому 2008. Це було найвище місце Radiohead в чарті з тих пір, як «Creep» посів друге місце в 1993. Виконання «Bodysnatchers» увійшло до концертного відео 2008 року In Rainbows – From the Basement.

## Персоналії
Radiohead
- Колін Ґрінвуд
- Джонні Ґрінвуд
- Ед О'Браєн
- Філіп Селвей
- Том Йорк

Продакшн
- Найджел Ґодріч – продюсування, зведення, звукорежисер
- Ден Греч-Маргера — звукорежисер
- Боб Людвіг — мастеринг
- Х'юго Ніколсон — звукорежисер
- Грем Стюарт — пре-продакшн
- Річард Вудкрафт — звукорежисер

Художнє оформлення
- Стенлі Донвуд
- Dr Tchock